# 盧以恩
盧以恩（2001年12月1日—），台灣女演員。童星出身，目前就讀國立台北藝術大學電影創作學系，2012年在10歲時因演出果陀劇場舞台劇《再見女郎》，而愛上表演，並立志以演員為終身職業。2013年曾在兒少綜藝節目小宇宙33號中擔任全期固定班底。
2018年因演出公視人生劇展－《青苔》獲得第53屆金鐘獎『迷你劇集／電視電影新進演員獎』而受到關注。2021年入選台北電影節非常新人。同年則演出公視奇幻時代劇《天橋上的魔術師》，飾演馬湘蘭角色入圍第56屆金鐘獎『戲劇節目女配角獎』提名的肯定。
2024年從台北藝術大學電影創作學系畢業，成為社會新鮮人，同時宣布加入凱渥，未來將全力拚演藝事業，並對未來充滿期待。

## 演出作品

### 電視劇/電視電影
| 年份   | 劇名                       | 飾演角色         | 導演                   | 播出頻道                                                    |
| 2011年 | 《醉後決定愛上你》         | 幼年曉如         | 陳銘章                 | 台視                                                        |
| 2012年 | 《陪你看天星》             | 李思慧(幼年)     | 章可中                 | 大愛電視台                                                  |
| 2012年 | 《給愛麗絲的奇蹟》         | 小Alice          | 霍達華、王麗文         | 八大                                                        |
| 2012年 | 《幸福好簡單》             | 江月霞(童年時期) | 章可中                 |                                                             |
| 2012年 | 公視人生劇展《料理人生》   | 小美霞           | 李英                   | 公共電視                                                    |
| 2012年 | 公視人生劇展《呼啦姐妹花》 | 浩岑             | 藍文希                 | 公共電視                                                    |
| 2013年 | 《終極一班2》              | 玲玲             | 柯政銘、林清芳         | 八大                                                        |
| 2014年 | 《幸福魔法師》             | 林小燕(童年)     | 蘇斌華                 |                                                             |
| 2015年 | 《南國小太陽》             | 顏淑惠（少女）   | 羅至中                 | 大愛電視台                                                  |
| 2016年 | 《多桑の純萃年代 》        | 高敏秀（童年）   | 王麗文、郭春暉、蔣凱宸 | 中視                                                        |
| 2018年 | 公視人生劇展《青苔》       | 謝可庭           | 蘇奕瑄                 | 公共電視                                                    |
| 2019年 | 《鑑識英雄II 正義之戰》    | 貝怡茹           | 姜秉辰                 | 中視                                                        |
| 2019年 | 《用九柑仔店》             | 鄭淑芬           | 高炳權、曾英庭         | 三立、華視 、衛視中文台 、愛奇藝 、LINE TV 、Netflix 、FOX+ |
| 2019年 | 《糖糖Online》             | 林家琪           | 簡學彬                 | 公共電視 、Netflix                                          |
| 2021年 | 《天橋上的魔術師》         | 馬湘蘭           | 楊雅喆                 | 公共電視、Netflix、MyVideo                                  |
| 2021年 | 《神之鄉》                 | 夏曉滿           | 莊景燊                 | 東森、公共電視 、LINE TV                                    |
| 2021年 | 《四樓的天堂》             | 以莉             | 陳芯宜                 | 公共電視                                                    |
| 2024年 | 《省省吧！我家富貴發》     | 曉晴             | 姜瑞智、曾大衡         | 三立都會台                                                  |
| 2024年 | 《都市懼集-人像素描》      | 怡潔             | 李俊宏、黃丹琪、陳保中 | CATCHPLAY+                                                  |
| 2024年 | 《Q18量子預言》            | 夢夢             | 周美玲                 | 三立都會台、LINE TV、MyVideo、YouTube                       |
| 未上映 | 《皮蛋食堂》               | 魏春玲           | Paris Zarcilla         | Star Hub                                                    |

### 電影＆短片
| 年份   | 片名                             | 角色   | 導演                           | 備註                   |
| 2017年 | 男孩心事                         | 林羽萱 | 郭玄奇                         | 本片入圍第39屆金穗獎   |
| 2018年 | 東琉線                           | 林靖汝 | 林詩茹                         | 本片入選2018關渡電影節 |
| 2020年 | 捉迷藏                           | 萱萱   | 洪子鵬                         | 76号恐怖書店之恐懼罐頭 |
| 2021年 | 班遊                             | 李雅聿 | 張佑維                         | 107年文化部輔導金短片  |
| 2021年 | K-POP                            | 美娜   | 殷振豪                         | 高雄電影節 K-SERIES    |
| 2022年 | 科學少女                         | 劉子瑜 | 莊景燊                         |                        |
| 2022年 | 鍵盤俠                           | 靈夢   | 劉立                           | 108年文化部輔導金短片  |
| 2022年 | 莉莉                             | 莉莉   | 李彧僑                         | 110年文化部輔導金短片  |
| 2022年 | 阿芬                             | 阿芬   | 林治文、邵知恩、張芷凝、黃詩硯 | 111年金馬學院          |
| 2023年 | 詐團圓                           | 吳冠瑜 | 葉天倫                         |                        |
| 2024年 | 遊戲開始之物理篇The Quantum Quiz | 徐子欣 | 曾大衡                         |                        |

### 微電影
| 年份   | 劇名                                | 飾演   | 備註                       |
| 2012年 | 秘密鋼琴首部曲《不乏之愛》          | 小美   | 小宇宙                     |
| 2016年 | 媽媽的秘密                          | 沈孟綾 | 萊爾富超商                 |
| 2017年 | 熱氣球                              | 陳以姿 | 夢想之家                   |
| 2017年 | 特色招生-沈默的琴聲                 | 筱茹   | 十二年國教                 |
| 2017年 | 還是要有自己的家-兄妹篇             | 妹妹   | 忠泰幸建設                 |
| 2018年 | 2018新北巿歡樂耶誕城-許願篇         | 柔依   | 新北巿政府                 |
| 2019年 | 深澳灣絮語-深澳鐵道自行車RailBike   | 以恩   | 新北巿觀光局               |
| 2020年 | 九十分 陳家逵                       | 女學生 | 嘉義美術館國際短片競賽     |
| 2021年 | 最討厭的你                          | 林宸萱 | 臺北市政府毒品危害防制中心 |
| 2021年 | 大叔戰起來                          | 女兒   | 手遊-戰火勛章              |
| 2022年 | 有你揪感心 （页面存档备份，存于）   | 護理師 | 全國電子2022新春微電影     |
| 2023年 | 爸爸的說明書 （页面存档备份，存于） | 安安   | 全國電子2023新春微電影     |

### 舞台劇
| 年份   | 劇名                 | 角色   | 性質   | 地點           | 劇團             | 備註               |
| ------ | -------------------- | ------ | ------ | -------------- | ---------------- | ------------------ |
| 2012年 | 《再見女郎》         | 飄飄   | 女配角 | 國家戲劇院     | 果陀劇場         | 全台巡演20場       |
| 2013年 | 《再見女郎》         | 飄飄   | 女配角 | 國父紀念館     | 果陀劇場         | 4月,12月共加演10場 |
| 2013年 | 《小萌女的異想世界》 | 小萌   | 女主角 | 南港展覽館     | 果陀劇場         | 緯創資通尾牙       |
| 2015年 | 《茉默莉》           | 高怡安 | 女配角 | 南海劇場       | 新世紀文化藝術團 | 原住民歌舞劇       |
| 2017年 | 《好久不見,你好嗎》  | 小愛   | 女配角 | 木柵動物園     | 果陀劇場         | 世界螢火蟲年會     |
| 2018年 | 《車站回家》         | 美美   | 女主角 | 北投區各中小學 | 復興高中/ 吳思瑤 | 兒童音樂舞台劇     |
| 2019年 | 《我的星球》         | HIKARI | 主角   | 復興高中小劇場 | 復興高中         | 戲21期末呈現       |
| 2024年 | 《穿越門中門》       | 波波   | 女主角 | 台北藝術中心   | 果陀劇場         | 全省巡演           |

### 音樂錄影帶
| 年份   | 歌名                                       | 演唱者      |
| 2010年 | 《阿母的手 （页面存档备份，存于）》        | 黃妃        |
| 2012年 | 《原諒我不能愛你 （页面存档备份，存于）》  | 小宇宙      |
| 2014年 | 《書籤 （页面存档备份，存于）》            | 張靚穎      |
| 2015年 | 《天燈 （页面存档备份，存于）》            | 楊宗緯      |
| 2016年 | 《派對動物 （页面存档备份，存于）》        | 五月天      |
| 2018年 | 《但願人長久 （页面存档备份，存于）》      | 菊梓喬      |
| 2018年 | 《一眼瞬間 （页面存档备份，存于）》        | 林瑪黛      |
| 2018年 | 《答案之書 （页面存档备份，存于）》        | 容祖兒      |
| 2019年 | 《你還好嗎?》                              | 陳楚生      |
| 2021年 | 《時間·時間 （页面存档备份，存于）》       | 陳零九      |
| 2021年 | 《OH MONEY （页面存档备份，存于）》        | 陳彥允      |
| 2021年 | 《未完劇本 （页面存档备份，存于）》        | 畢書盡      |
| 2022年 | 《不如我們今天見 （页面存档备份，存于） 》 | 品冠        |
| 2022年 | 《好好愛著 （页面存档备份，存于）》        | 品冠        |
| 2023年 | 《e步e步 （页面存档备份，存于）》          | AcQUA源少年 |
| 2023年 | 《癡心無名氏 （页面存档备份，存于）》      | 艾薇        |
| 2023年 | 《樓上的房東 （页面存档备份，存于）》      | MC HotDog   |
| 2024年 | 《給想要綻放的人 （页面存档备份，存于）》  | 八三夭      |
| 2024年 | 《舞狀元 （页面存档备份，存于）》          | 羅志祥      |

### 參與節目

#### 綜藝節目
| 年份   | 播出頻道 | 節目名稱     | 節目主題     | 備註     |
| 2010年 | 公視     | 爸媽冏很大   | 政治篇       |          |
| 2011年 | 大愛電視 | 小主播看天下 | 校園篇       |          |
| 2011年 | 公視     | 爸媽冏很大   | 偏心篇       |          |
| 2012年 | 公視     | 爸媽冏很大   | 毒舌篇       |          |
| 2013年 | 超視     | 小宇宙33號   | 全系列       | 固定班底 |
| 2013年 | 中天     | 大學生了沒   | 代溝篇       |          |
| 2013年 | 超視     | 食在好料理   | 小廚神篇     | 參賽者   |
| 2013年 | 超視     | 食在好料理   | 孩子王爭霸戰 | 評審     |
| 2013年 | 三立     | 綜藝大熱門   | 誠實軍團篇   | 評審     |
| 2013年 | 超視     | 金頭腦       | 小六班長篇   | 參賽者   |
| 2013年 | 中天     | 大學生了沒   | 玩具篇       |          |
| 2014年 | 中天     | 康熙來了     | 粉絲篇       |          |
| 2023年 | 三立     | 炸裂吧!女孩  | 實境節目     | 參賽者   |

#### 紀錄片 實境節目
| 年份   | 播出頻道 | 劇名                  | 角色                                | 性質                     | 備註 |
| ------ | -------- | --------------------- | ----------------------------------- | ------------------------ | ---- |
| 2015年 | 公視     | 《少年ㄟ哩來》        | 固定班底                            | 少年任務體驗實境節目     |      |
| 2018年 | 公視     | 第三季《就是這Young》 | 第36集 （页面存档备份，存于）主人翁 | 台灣年輕人築夢故事紀錄片 |      |

### 廣告代言
| 年份   | 廣告名稱                 | 備註 |
| 2022年 | Gogoro Delight｜感覺好好 |      |

### 獎項紀錄
| 年份   | 頒獎典禮     | 獎項                         | 劇集                   | 角色   | 結果 |
| ------ | ------------ | ---------------------------- | ---------------------- | ------ | ---- |
| 2018年 | 第53屆金鐘獎 | 迷你劇集／電視電影新進演員獎 | 公視人生劇展－《青苔》 | 謝可庭 | 獲獎 |
| 2018年 | 第53屆金鐘獎 | 迷你劇集／電視電影女配角獎   | 公視人生劇展－《青苔》 | 謝可庭 | 提名 |
| 2021年 | 第56屆金鐘獎 | 戲劇節目女配角獎             | 《天橋上的魔術師》     | 馬湘蘭 | 提名 |

## 外部連結
- 盧以恩的Facebook專頁
- 盧以恩的Facebook專頁(粉絲專頁)
- 盧以恩的Instagram帳戶
- 盧以恩的新浪微博
- 盧以恩在互联网电影资料库（IMDb）上的資料（英文）